# Trzebicko Dolne
Trzebicko Dolne – wieś w Polsce położona w województwie dolnośląskim, w powiecie milickim, w gminie Cieszków.

## Podział administracyjny
W latach 1975–1998 miejscowość administracyjnie należała do województwa wrocławskiego.

## Demografia
Według Narodowego Spisu Powszechnego (III 2011 r.) liczyło tylko 6 mieszkańców. Jest najmniejszą miejscowością gminy Cieszków.